# 赤井田真希
赤井田 真希（あかいだ まき、1978年12月23日 - ）は、日本の実業家。株式会社ユニクロ日本事業最高経営責任者（CEO）、株式会社ファーストリテイリング グループ執行役員。

## 人物
新潟県阿賀野市出身。就職活動では、小学校から憧れだった英語の教師を目指し、母校の中学校で教育実習を行ったが、「人を育てる仕事はほかにもある」と考えを変えた。「自分の成長が実感できる勢いある会社へ」と、当時フリースの拡販や店舗網の拡大で急成長を遂げていたファーストリテイリングへ入社した。入社後、「頑張れば最短半年で店長になれる」と聞き、寝食を惜しんで猛勉強して、半年で店長試験に合格。群馬県、北海道での店長を経て、東京・銀座や中国・上海など国内外の大型店で成果を上げた。2011年に人事・採用・教育部部長に就任。その後、営業に戻り、九州・沖縄地区ブロックリーダー、全店店舗を担当する営業部責任者、グローバルマーケティング部部長などを歴任。
2018年3月から2019年5月まで吉祥寺店で店長を務めた。同年5月、ファーストリテイリングのグループ執行役員に任ぜられ、直後の6月1日からユニクロの日本事業の最高経営責任者（CEO）に就任した。
10年ほど前に、社内結婚している。信念は「100％全人格でぶつかる」。大切にするものは「チームワーク」。座右の銘は「99%の敗北と1%の勝利」。

## 経歴
- 1978年 - 新潟県に生まれる。
- 2001年 - 専修大学文学部英米文学科卒業。米国オレゴン大学に２カ月間留学し、ホームステイを経験。
- 2001年 - 株式会社ファーストリテイリング入社、ユニクロ長岡店に配属。
- 2011年 - 人事・採用・教育部部長に就任。
- 2014年 - ユニクロ営業部部長に就任。
- 2014年 - 営業本部副部長兼グローバルマーケティング部部長（PR担当）に就任。
- 2015年 - FRマネジメント＆イノベーションセンター部長に就任。
- 2018年 - ユニクロ吉祥寺店の店長に就任。
- 2018年 - 株式会社ファーストリテイリング グループ執行役員に就任。
- 2019年 - 株式会社ユニクロの日本事業最高経営責任者（CEO）に就任。